# Crytea nyassae
Crytea nyassae är en stekelart som beskrevs av Heinrich 1968. Crytea nyassae ingår i släktet Crytea och familjen brokparasitsteklar. Inga underarter finns listade i Catalogue of Life.